# Neptuno y Tritón
Neptuno y Tritón es una escultura barroca creada por el artista italiano Gian Lorenzo Bernini en 1622. Está tallada en mármol y mide aproximadamente 182 cm de alto. Actualmente se encuentra en el Victoria and Albert Museum en Londres.

## Contexto histórico
Esta fue una de las primeras obras de Bernini, quién aún se encontraba experimentando y desarrollando técnicas que favorecieran al dinamismo y movimiento de la obra, los cuales son bastante distintivos en sus obras posteriores con mayor madurez artística.
Originalmente, la escultura fue comisionada por el Cardenal Alessandro Peretti Montalto y estaba pensada como decoración de una fuente que tenía en su propiedad localizada en Roma. El cardenal muere poco después de que la obra se concreta y Thomas Jenkins compra la obra para luego venderla a Joshua Reynolds. Cuando él muere su familia se queda a cargo de la escultura y en 1950 el museo  Victoria and Albert  lo compra; desde entonces la escultura se alberga ahí.

## Descripción e iconología
Esta obra tallada en mármol representa a dos personajes importantes pertenecientes a la mitología romana; Neptuno, dueño y señor de los mares y océanos tiene el poder de controlar completamente el agua, también es capaz de cambiar el clima invocando lluvias y tormentas. Este personaje se encuentra de pie sosteniendo firmemente su tridente con ambas manos, es un hombre adulto, musculoso, con barba y cabello largo, semi-desnudo.
El artista hace uso de un recurso llamado contraposto en este personaje; consiste en lograr que el cuerpo se vea en movimiento mediante la oposición armónica de  las partes del cuerpo, rompiendo con la ley de la frontalidad tan característica de la cultura egipcia; en este caso la posición de las piernas está en dirección contraria al eje de los hombros. A los pies de Neptuno, se encuentra su joven hijo Tritón, soplando una caracola como símbolo de anunciación del dios del océano. Ambos gobiernan los mares y tienen el poder de manejar el agua a su antojo, creando maremotos o calmando las mareas.